# Frederic T. Greenhalge

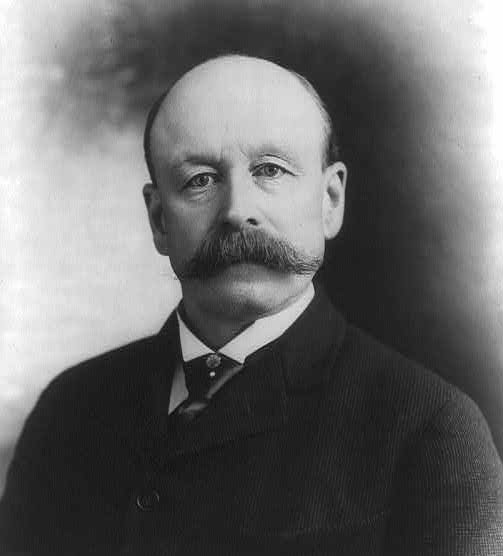
Frederick T. Greenhalge

Frederic Thomas Greenhalge (* 19. Juli 1842 in Clitheroe, England; † 5. März 1896 in Lowell, Massachusetts) war ein US-amerikanischer Politiker und von 1894 bis 1896 Gouverneur des Bundesstaates Massachusetts. Zwischen 1889 und 1891 vertrat er seinen Staat im US-Repräsentantenhaus.

## Frühe Jahre und politischer Aufstieg
Schon in frühester Jugend kam Frederic Greenhalge mit seinen Eltern nach Lowell in Massachusetts. Dort besuchte er die öffentlichen Schulen. Später begann er ein Studium an der Harvard University, das er aber nicht beendete. Während des Bürgerkrieges diente er fünf Monate lang in der Armee der Union. Danach arbeitete er als Lehrer und studierte gleichzeitig Jura. Im Jahr 1865 wurde er als Anwalt zugelassen.
Greenhalge wurde Mitglied der Republikanischen Partei. Von 1868 bis 1869 saß er im Stadtrat von Lowell. In dieser Stadt war er zwischen 1871 und 1873 auch Mitglied im Schulausschuss. Von 1874 bis 1884 fungierte er als Richter in Lowell. Gleichzeitig war er dort zwischen 1880 und 1881 Bürgermeister. Damals bewarb er sich erfolglos um einen Sitz im Staatssenat. Im Jahr 1884 war er Delegierter zur Republican National Convention, 1885 wurde er für eine Legislaturperiode in das Repräsentantenhaus von Massachusetts gewählt.

## Kongressabgeordneter und Gouverneur
Zwischen dem 4. März 1889 und dem 3. März 1891 war Greenhalge Abgeordneter im US-Kongress. Im Jahr 1890 wurde er aber nicht wieder in dieses Amt gewählt. Am 7. November 1893 wurde Frederic Greenhalge zum neuen Gouverneur seines Staates gewählt, wobei er sich mit 53:43 Prozent der Stimmen gegen den Demokraten John E. Russell durchsetzte. Dieses Amt übte er zwischen dem 4. Januar 1894 und seinem Tod am 5. März 1896 aus. In dieser Zeit wurden die noch aus dem Bürgerkrieg stammenden Schulden des Staates zurückgezahlt. Seine Amtszeit war von einer Wirtschaftskrise überschattet. Im Jahr 1894 sah er sich einem Demonstrationszug von etwa 5000 Arbeitslosen gegenüber. Es gelang ihm die Demonstranten zu beruhigen und weitere Ausschreitungen zu verhindern. Frederic Greenhalge war mit Isabel Nesmith verheiratet, mit der er vier Kinder hatte.